# 30. september
30. september je 273. dan leta (274. v prestopnih letih) v gregorijanskem koledarju. Ostaja še 92 dni.

## Dogodki
- 1372 – Karel IV. Luksemburški podeli Celjskim grofom naziv državnih grofov
- 1772 – ratificirana pogodba prve delitve Poljske
- 1791 – Wolfgang Amadeus Mozart dirigira na premieri svoje opere Čarobna piščal
- 1867 – otočje Midway formalno priključeno ZDA
- 1918 – Bolgarija podpiše separatni mir in se umakne iz prve svetovne vojne
- 1939 – v Parizu ustanovijo poljsko vlado v izgnanstvu
- 1943 – ustanovljeno Slovensko domobranstvo
- 1944 – zavezniki osvobodijo Calais
- 1966 – Bocvana postane neodvisna država
- 1993 – hud potres v južni Indiji zahteva 21.000 smrtnih žrtev
- 2005 – danski časopis Jyllands-Posten objavi sporne karikature Mohameda, ki po ponatisih v drugih državah čez nekaj mesecev sprožijo silovite proteste v islamskih državah

## Rojstva
- 1207 – Džalal al-Din Muhamad Rumi, perzijski pesnik († 1273)
- 1227 – papež Nikolaj IV. († 1292)
- 1594 – Antoine Girard de Saint-amant, francoski pesnik († 1661)
- 1626 – Nurhaci, ustanovitelj džurčenske  dinastije Kasnejši Džin (* 1559)
- 1715 – Étienne Bonnot de Condillac, francoski filozof († 1780)
- 1803 – Mihael Stroj, slovenski slikar († 1871)
- 1851 – Auguste Molinier, francoski zgodovinar († 1904)
- 1882 – Johannes Wilhelm Geiger, nemški fizik († 1945)
- 1891 – Otto Juljevič Šmidt, ruski raziskovalec, znanstvenik († 1956)
- 1904 – Andrej Majcen, slovenski misijonar in Božji služabnik († 1999)
- 1908 – David Fjodorovič Ojstrah, rusko-ukrajinski violinist († 1974)
- 1921 – Deborah Jane Kerr-Trimmer, škotska filmska igralka
- 1924 – Truman Streckfus Persons - Truman Garcia Capote, ameriški pisatelj († 1984)
- 1927 – Ivan Malavašič, slovenski besedilopisec, pisatelj in slikar († 2019)
- 1928 – Elie Wiesel, romunsko-ameriški pisatelj, novinar judovskega rodu, nobelovec 1986
- 1946 – Hector Lavoe, portoriški pevec salse († 1993)

## Smrti
- 420 – sveti Hieronim, svetnik in cerkveni učitelj (* okoli 437)
- 1030 – Viljem V., akvitanski vojvoda (* 969)
- 1204 – Emerik I., ogrski kralj (* 1174)
- 1246 – Jaroslav II. Vladimirski, veliki knez Vladimir-Suzdala (* 1191)
- 1288 – Lešek II., poljski nadvojvoda (* okoli 1241)
- 1314 – Jolanda Lusignanska, grofica La Marche (* 1257)
- 1572 – Frančišek Borgia, španski jezuit (* 1510)
- 1580 – Lenart Pachernecker, slovenski menih, katoliški pisec (* prva polovica 16. stoletja)
- 1676 – Sabbatai Zevi, judovski prerok (* 1626)
- 1846 – Wilhelm Adolf Becker, nemški arheolog (* 1796)
- 1895 – Hrabroslav Volarič, slovenski skladatelj, zborovodja (* 1863)
- 1897 – Terezija Deteta Jezusa in Svetega Obličja, francoska karmeličanka in svetnica (* 1873)
- 1910 – Maurice Lévy, francoski inženir, matematik, fizik (* 1838)
- 1955 – James Dean, ameriški filmski igralec (* 1931)
- 1985 – Simone Signoret, francoska filmska igralka (* 1921)
- 1990 – Patrick White, avstralski pisatelj, nobelovec 1973 (* 1912)
- 1999 – Andrej Majcen, slovenski misijonar in Božji služabnik (* 1904)

## Prazniki in obredi
- svetovni dan pomorstva